# Dorothea von Philipsborn
Dorothea von Philipsborn (ur. 20 maja 1894 w Strzelcach Świdnickich, zm. 31 sierpnia 1971 w Weißwasser) – niemiecka rzeźbiarka i malarka.

## Życiorys
Do 1946 roku mieszkała w miejscu urodzenia. Skończyła studia w Państwowej Akademii Sztuki i Rzemiosła Artystycznego we Wrocławiu, a następnie studiowała na Akademii Sztuk Pięknych w Dreźnie. W 1951 roku zaczęła pracować w fabryce porcelany w Białej Wodzie w Niemczech i mieszkała tam od 1953 roku aż do śmierci. Mieszkając w NRD nigdy nie wyrzekła się swojego pochodzenia śląskiego oraz wiary chrześcijańskiej. Od 1950 roku była członkiem Stowarzyszenia Artystów NRD.

## Twórczość
Stworzyła wiele rzeźb z brązu, cyny oraz drewna. Autorka m.in. rzeźby kowala Wielanda stojącego pierwotnie na placu Grunwaldzkim w Świdnicy (po raz pierwszy odsłonięty 31 października 1922 roku), a obecnie w Parku Centralnym w Świdnicy. Pomnik Wielanda był odwołaniem się do mitologii germańskiej i symbolem chęci odzyskania przez Niemców części Górnego Śląska przydzielonego Polsce po odzyskaniu niepodległości.
Niektóre swoje dzieła (w tym rzeźbę Wielanda ze Świdnicy) podpisywała swoimi inicjałami, w których dół litery P znajdował się w małym v. Wystawa jej prac miała miejsce w Chinach i w Iraku w 1960 roku.
Wybrane dzieła:
- Obraz olejny Malerin mit Hut (1912)
- Pomnik Wielanda w Świdnicy (1922)
- Kamienna rzeźba Dziewczyna z psem w Hoyerswerdzie (1965)
- Rzeźba z brązu Hirtenmädchens Barbara im Denkmalsbrunnen w Bad Liebenwerdzie (1956)
- Rzeźba z brązu Die Kesse w Białej Wodzie (1960)
- Rzeźba z brązu Spielende Kinder (Bawiące się dzieci) w Chociebużu
- Drewniana rzeźba Christus am Kreuz (Chrystus na Krzyżu) w kościele w Schleife (1948)

## Galeria

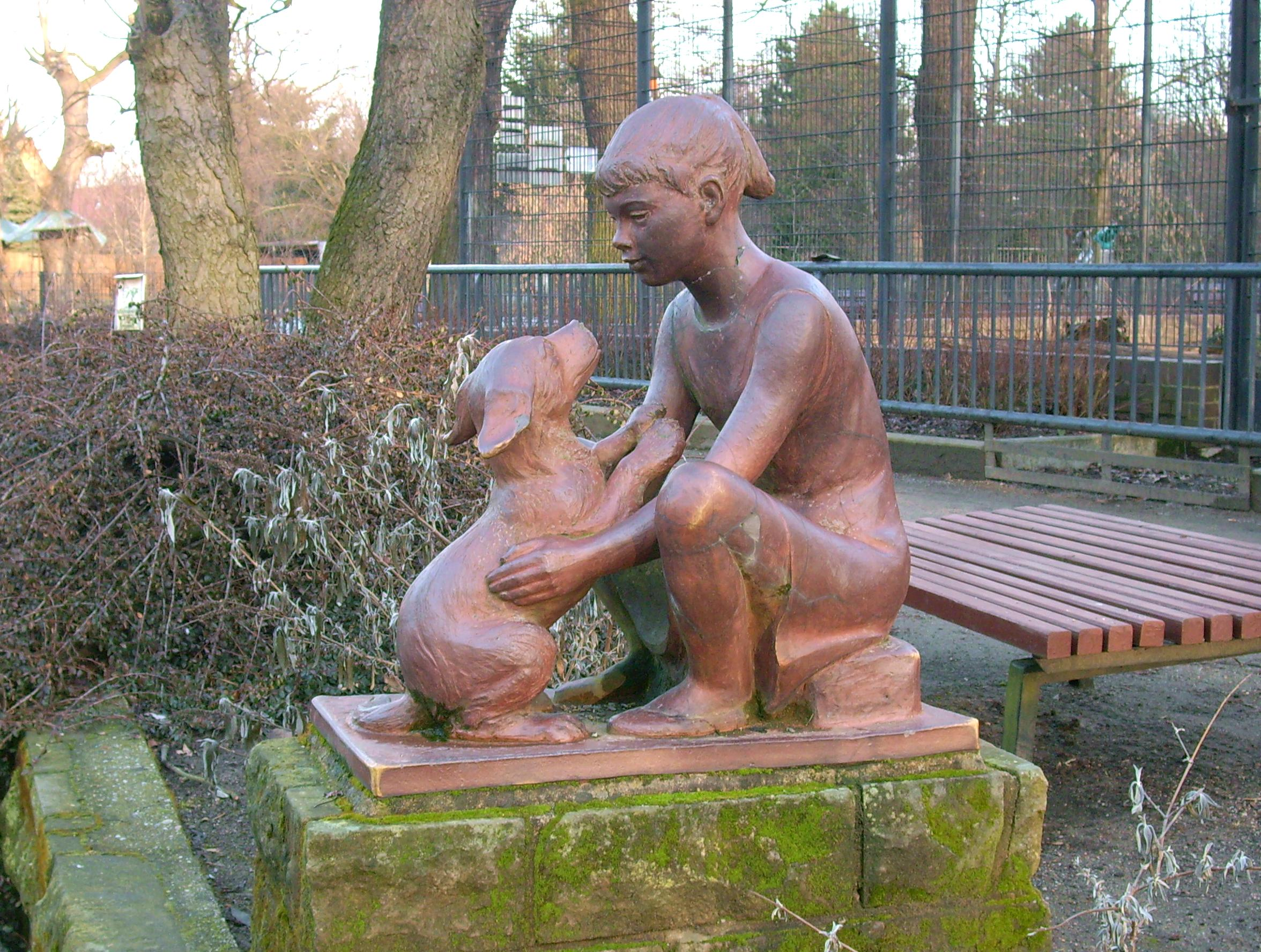
Dziewczyna z psem
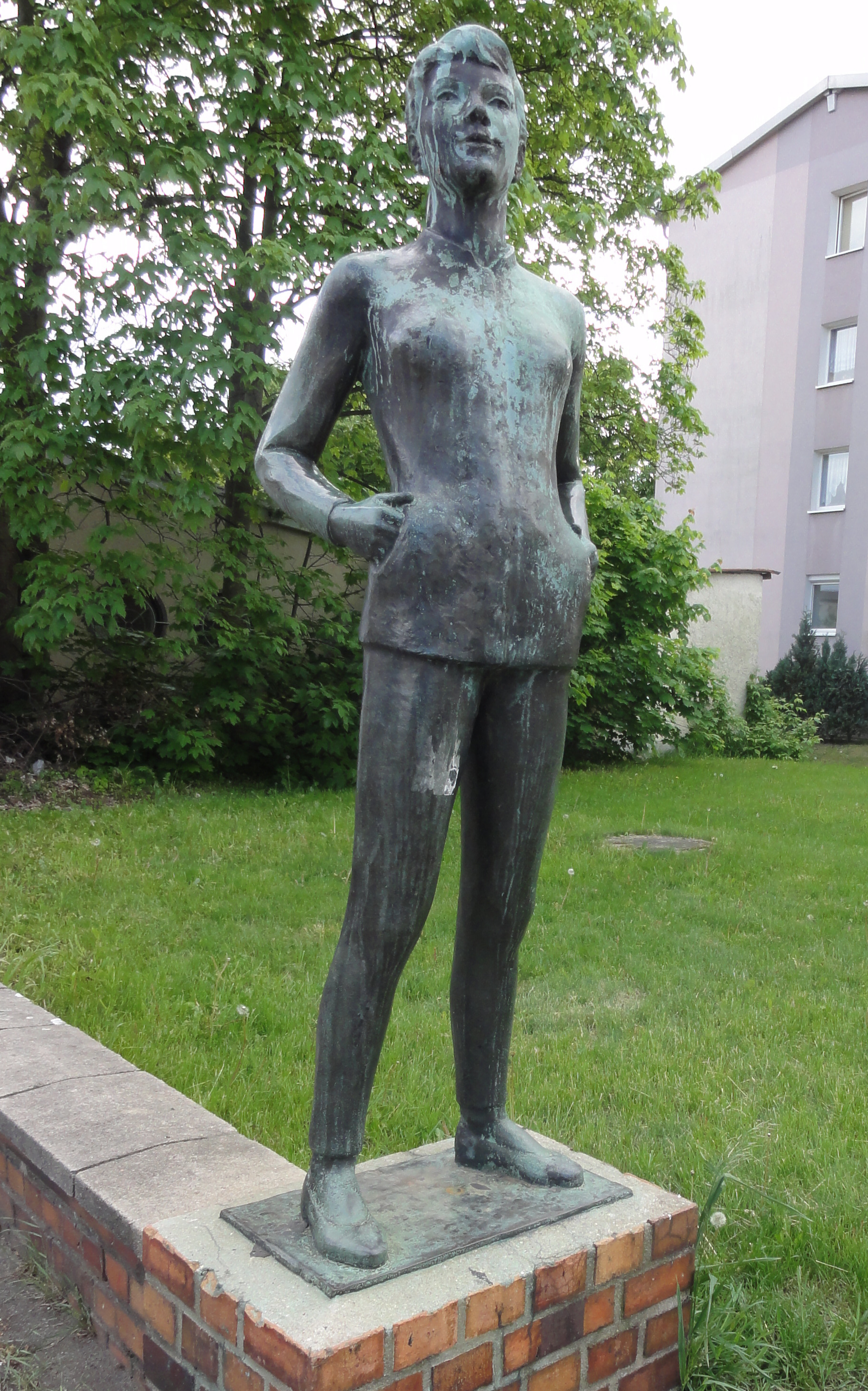
Die Kesse
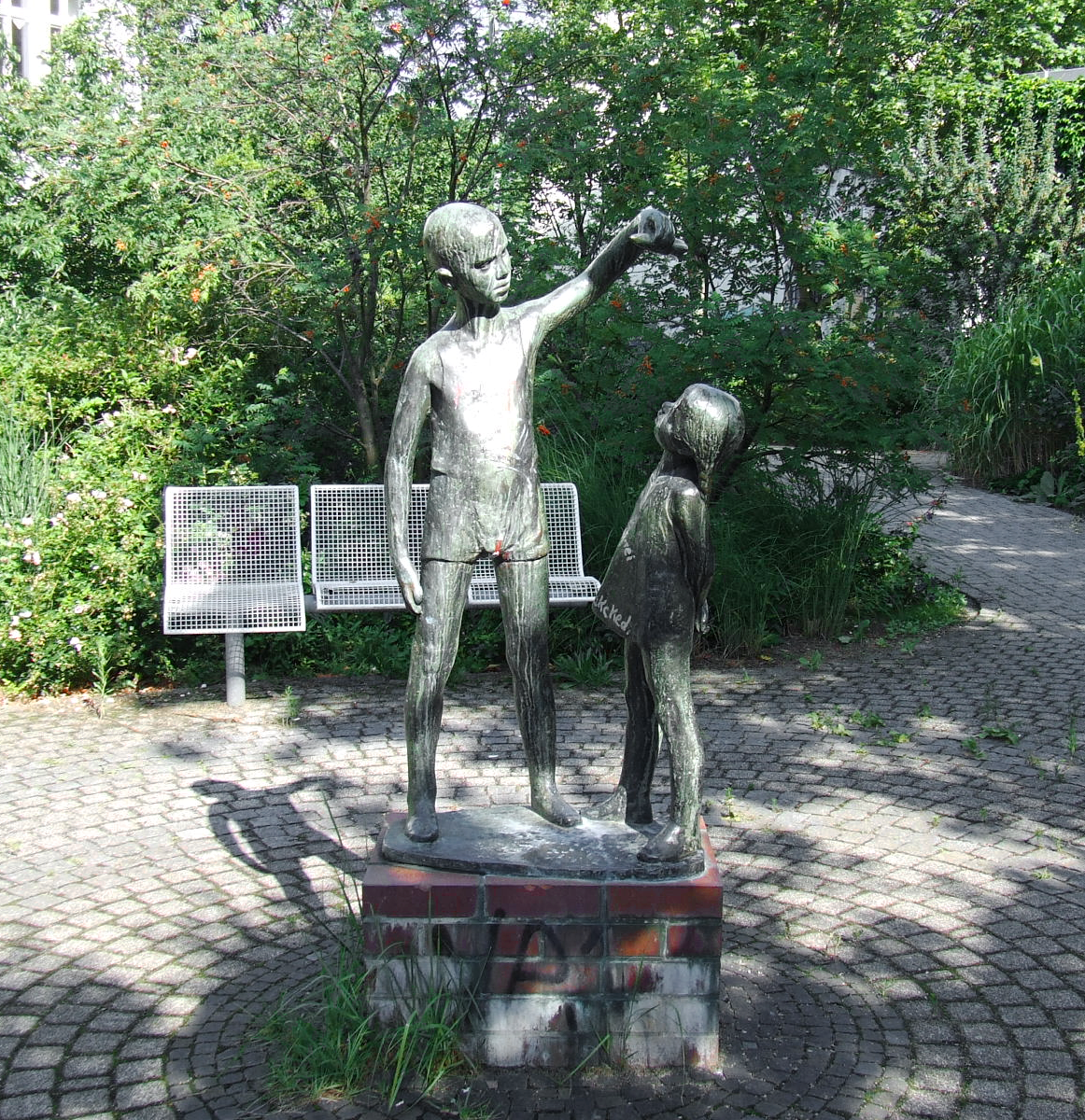
Spielende Kinder
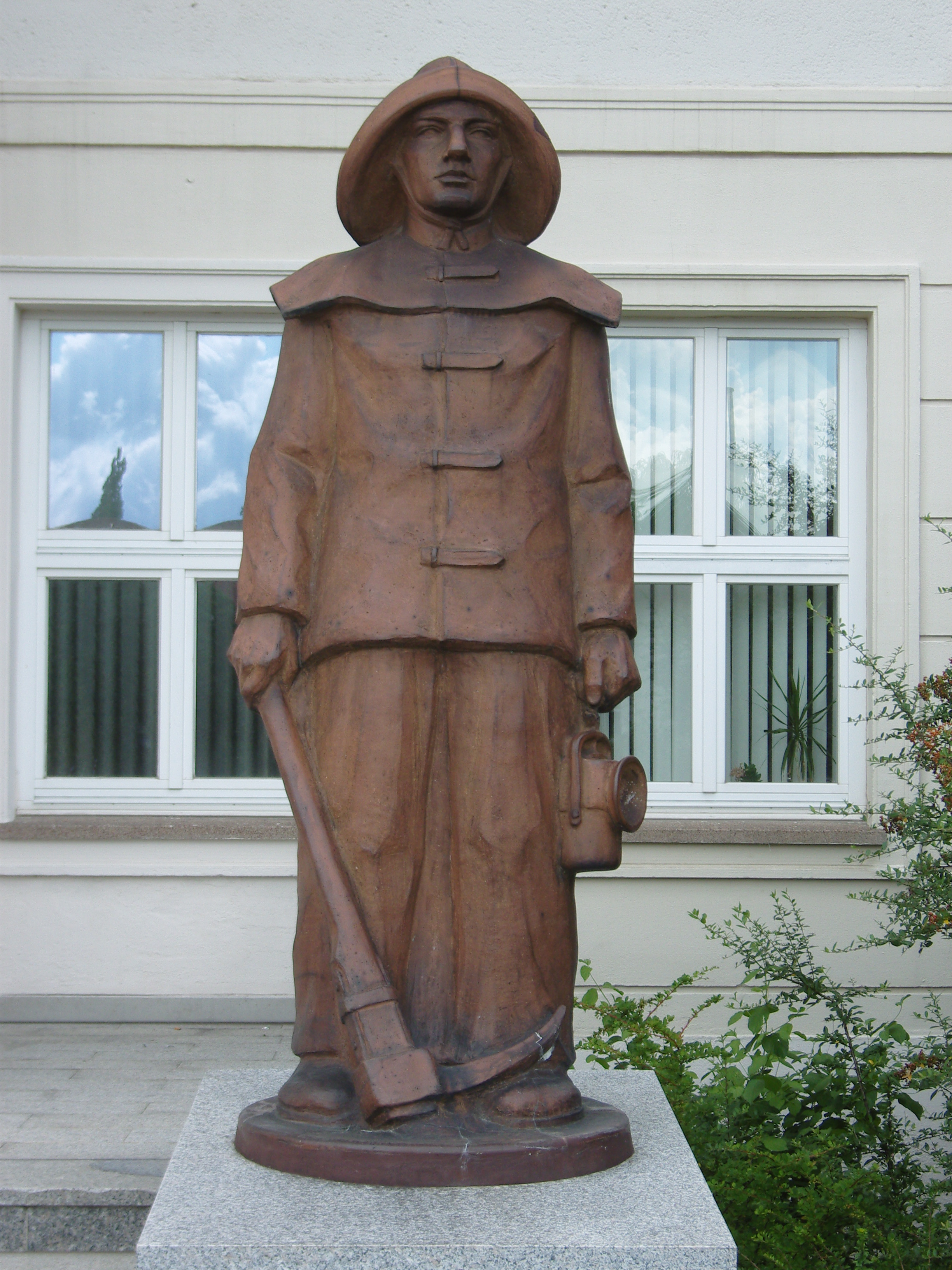
Bergmann